# Sollers
Sollers (fino al 2008 Severstal'-Avto, in russo: Северсталь-Авто?) è un costruttore di automobili russo. La società venne fondata nel 2002.
Nella primavera 2007 la Severstal' vende la Severstal'-Avto a Vadim Schvezov. Nel maggio del 2008 diventa una società per azioni.
Sollers è la società controllante la Sollers Naberežnye Čelny (già ZMA) con sede a Naberežnye Čelny, Ul'janovskij awtomobil'nij zavod (UAZ) con sede a Ul'janovsk, Zavolžskij motornyj zavod (ZMZ), Sollers-Elabuga con sede a Elabuga e Sollers-Dal'nij Vostok. Sollers commercializza automobili e autocarri UAZ, SsangYong e Isuzu. Dal 2007 al 2015 costruisce autocarri Sollers-Isuzu (oggi Isuzu Rus).
Nel 2008 Sollers produce 128.200 autoveicoli.
Il 29 dicembre 2009 Sollers apre la prima fabbrica nel Circondario dell'estremo oriente (Vladivostok). La società è quotata all'Indice RTS (al 2014).

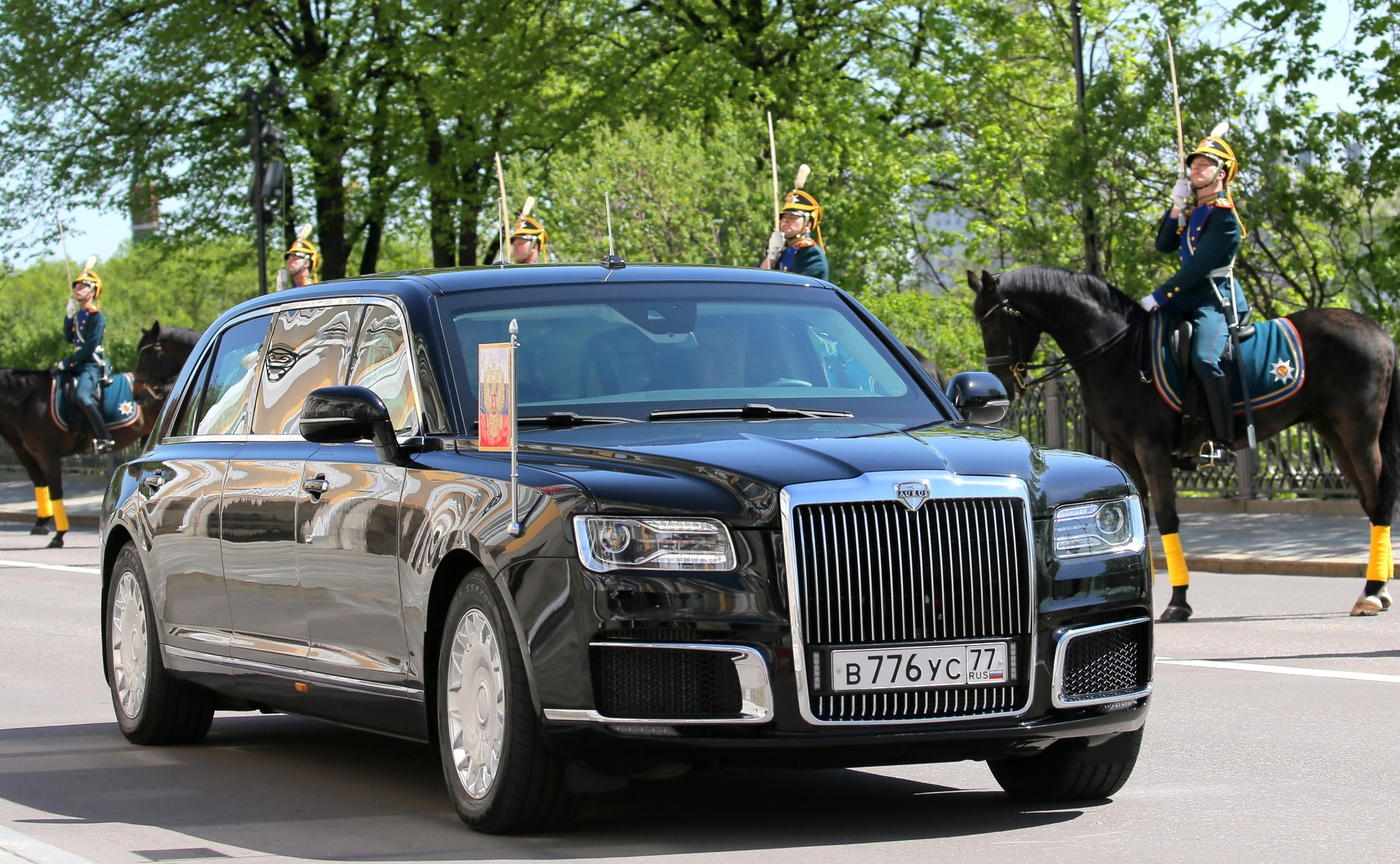
La Aurus Senat del presidente della Federazione Russa

Nel 2018 debutta la prima vettura della famiglia Kortež (in russo Кортеж? pron: [kɐrˈtɛʂ]), la berlina Aurus Senat commercializzata con il marchio Aurus e progettata da NAMI, Sollers e Porsche. Queste auto sono state progettate per sostituire i marchi stranieri con mezzi di rappresentanza completamente costruiti in Russia. Vengono prodotti i segmenti: Biznes, Premium, Ljuks, Lakšeri ed Ėkskljuziv.